# Вуд, Александр (футболист)
Алекса́ндр (Алек) Вуд (англ. Alexander «Alec» Wood; 12 июня 1907, Лохгелли, Шотландия — 20 июля 1987, Гэри, штат Индиана, США) — американский футболист, защитник, участник чемпионата мира 1930 года в составе сборной США. Включён в Зал Американской Футбольной Славы.

## Биография
Александр Вуд родился в Шотландии. Его родители переехали в США, когда ему было 14 лет. Незадолго до отъезда Вуд успел сыграть матч против Уэльса за юношескую сборную Шотландии. Спустя год он получил американское гражданство. В США Вуд посещал Школу искусств Эмерсона и работал в компании по производству стали.

## Карьера

### Клубная
Свою футбольную карьеру Александр Вуд начал в клубе «Бриклейерс-энд-Мейсонс» из Чикаго. В 1928 году команда дошла до финала Нэшнел Челлендж Кап, где проиграла «Нью-Йорк Нэшнелз». Затем Александр перешёл в детройтский «Холли Карбюрейтор». С 1930 года Вуд уже выступал за профессиональный клуб Американской Футбольной Лиги, «Бруклин Уондерерс». Затем случился двухлетний перерыв в его карьере. В 1933 году Вуд уехал в Англию и стал играть за «Лестер Сити». В 1936-м он перешёл в «Ноттингем Форест», через год перебрался в «Колчестер Юнайтед», где также провёл лишь один сезон. В 1939 году Александр Вуд ушёл из футбола. Последней командой, за которую он выступал, был клуб «Челмсфорд Сити».

### В сборной
За сборную Вуд выступал на чемпионате мира 1930 года. Он отыграл на турнире три матча на позиции правого защитника, а затем ещё принял участие в товарищеской игре против Бразилии в рамках турне по Южной Америке после завершения чемпионата.
| Матчи и голы Александра Вуда за сборную США | Матчи и голы Александра Вуда за сборную США | Матчи и голы Александра Вуда за сборную США | Матчи и голы Александра Вуда за сборную США | Матчи и голы Александра Вуда за сборную США | Матчи и голы Александра Вуда за сборную США | Матчи и голы Александра Вуда за сборную США |
| ------------------------------------------- | ------------------------------------------- | ------------------------------------------- | ------------------------------------------- | ------------------------------------------- | ------------------------------------------- | ------------------------------------------- |
| №                                           | Дата                                        | Место проведения                            | Соперник                                    | Счёт                                        | Голы                                        | Турнир                                      |
| 1                                           | 13 июля 1930                                | Монтевидео, Уругвай                         | Бельгия                                     | 3:0                                         | -                                           | Чемпионат мира 1930                         |
| 2                                           | 17 июля 1930                                | Монтевидео, Уругвай                         | Парагвай                                    | 3:0                                         | -                                           | Чемпионат мира 1930                         |
| 3                                           | 26 июля 1930                                | Монтевидео, Уругвай                         | Аргентина                                   | 1:6                                         | -                                           | Чемпионат мира 1930                         |
| 4                                           | 17 августа 1930                             | Рио-де-Жанейро, Бразилия                    | Бразилия                                    | 3:4                                         | -                                           | Товарищеский матч                           |

Итого: 4 матча / 0 голов; 2 победы, 0 ничьих, 2 поражения.